# Sitana ponticeriana
Sitana ponticeriana är en ödleart som beskrevs av Cuvier 1829. Sitana ponticeriana ingår i släktet Sitana och familjen agamer. IUCN kategoriserar arten globalt som livskraftig. Inga underarter finns listade i Catalogue of Life.
Arten förekommer i Pakistan, Indien och Sri Lanka. Den vistas i halvtorra områden med buskar och klippor eller på skogsgläntor som på gläntor i buskskogar. Ödlan går främst på marken och den klättrar ibland i växtligheten. Sitana ponticeriana kan i viss mån anpassa sig till skogsbruk och jordbruk.